# Dals-Ed (comuna)
Dals-Ed (em sueco: Dals-Eds kommun) é uma comuna da Suécia localizada no condado da Gotalândia Ocidental. Sua capital é a cidade de Ed. Possui 724 quilômetros quadrados e segundo censo de 2018, havia 4 806.